# 叡王戦
叡王戦（えいおうせん）は、不二家および日本将棋連盟主催の将棋の棋戦で、タイトル戦のひとつ。2015年度にドワンゴ主催で一般棋戦として第1期が開始され、2017年度の第3期からタイトル戦に昇格した一番新しいタイトル戦である。番勝負の勝者は叡王のタイトルを得る。2024年7月時点でのタイトル棋戦序列は第3位。

## 概要

### 一般棋戦時代（第2期まで）
本棋戦発足以前、プロ棋士対コンピュータ将棋ソフトウェアの棋戦である将棋電王戦が開催されていたが、2015年の電王戦FINALをもって団体戦としての電王戦は一つの区切りとされた。
電王戦に類する棋戦の存続を希望したドワンゴが日本将棋連盟と協議した結果、ドワンゴと日本将棋連盟の主催による新たな一般棋戦を創設すること、そして新棋戦の優勝者が、装いを新たにした「第1期電王戦」において、第3回電王トーナメントで優勝したコンピュータ将棋ソフトウェアと二番勝負で対局を行う事を、2015年6月にドワンゴ・日本将棋連盟の両社が公表した。
新棋戦の名称は一般公募を行い、公募案から主催者が9つに絞り込んだ上で、公式サイトから一般投票を行い、「叡王戦」に決定した。優勝者は「叡王」の称号を得る。対局の模様は、約50 - 60局がニコニコ生放送で生中継された。
電王戦FINALまではタイトル保持者は出場しなかったが、本棋戦の第1期には糸谷哲郎竜王、郷田真隆王将が出場した。なお、本棋戦とその関連イベントでは、タイトル保持者であっても段位で呼称した。
平成28年度の第2期までは日本将棋連盟のタイトル戦以外の公式棋戦では最上位に位置付けられていた（第2期叡王戦の契約金は1億2500万円。優勝賞金は非公表）。

### タイトル戦・七番勝負時代（第3期から第5期まで）
「第2期叡王戦」のあと実施された「第2期電王戦」第2局（2017年5月20日実施）終了後に、電王戦が第2期限りで終了すること、および叡王戦が次期（第3期）から全棋士参加のタイトル戦に昇格することが発表された。「タイトル戦の創設」および「一般棋戦からタイトル戦への昇格」は王座戦以来34年ぶりとなる。これにより、初めてタイトル戦は8つになり、棋聖戦が年2回開催の1994年度以来、23年ぶりにタイトル戦が年8回開催されることになった。電王戦の終了に伴ってエントリー制から全棋士強制参加に変更され、タイトル保持者の段位呼称も廃止された。主催が新聞社・通信社以外のタイトル戦は史上初。契約金の額による序列は竜王戦・名人戦に次ぐ第3位とされた。また、決勝七番勝負においては、過去に例がない変則持ち時間制の導入のほか、タイトル戦としては初の一日制七番勝負・事前振り駒・チェスクロック方式で行われた（#方式の遍歴）。
第5期では運営費などを募るクラウドファンディングを「CAMPFIRE」にて実施。高額出資者には振り駒役や本戦トーナメントの抽選カード引きなど、将棋タイトル戦における重要な役割の体験が提供される。また、ドワンゴとの動画配信協業により、AbemaTVでも同時生放送が開始された。こちらではオリジナル編集として解説・聞き手は登場せず、評価値と対局の様子に限定して放送された。

### タイトル戦・五番勝負時代（第6期以降）
2020年10月20日、ドワンゴが叡王戦の主催契約を解除することが発表された。10月29日、第6期から不二家と日本将棋連盟の共同主催となることが発表された。同時に、商標は日本将棋連盟に譲渡、タイトル戦は五番勝負、契約金の額による序列は第6位となった。第6期以降はABEMA 将棋チャンネルでのみ生中継され、解説・聞き手が登場する対局もある。第8期からは棋戦序列が第6位から第4位となり、第10期からはタイトル戦昇格時と同じ序列3位になっている。

## 永世叡王
永世称号である永世叡王は、叡王を通算5期以上保持した棋士に与えられる。棋戦創設以降、永世称号については長らく未定であったが、「永世叡王」の条件が2023年5月までに制定された。2023年5月時点で該当者はいない。

## 方式（第6期以降）
第6期以降の現行方式は以下の要領で進行する。

### 段位別予選
叡王戦は現存する棋戦の中では予選を段位別で行う唯一の棋戦である。
全棋士（叡王保持者・後述のシード者除く）が出場し、各段位別に勝ち残りトーナメントを行う。
段位別予選の組合せは、基準日または予選抽選時の段位によって行われる（第7期は2021年6月9日、第8期は2022年4月1日時点）。
持ち時間は1時間（チェスクロック方式）、切れたら秒読み60秒。
対局開始は10時/14時/19時であり、1日に2局指す場合もある。

### 本戦トーナメント
本戦トーナメント出場者は、段位別予選通過者12名に、前期叡王戦ベスト4以上（前期番勝負の敗者を含む）のシード権者4名を加えた計16名となる。
持ち時間は各3時間（チェスクロック方式、切れたら1手60秒未満）。挑戦者決定戦は決勝進出者2名による一番勝負で行われる。
本戦トーナメントの組み合わせは抽選で決定される。
段位別予選からの通過枠が複数の段位（九段戦-六段戦）の本戦進出者は、1回戦では異なる段位者又はシード者との対局が組まれる。

### 五番勝負
前期叡王と挑戦者による五番勝負を行い、3勝した方が叡王の称号を得る。
持ち時間は4時間（1日制、チェスクロック方式）、切れたら秒読み60秒。

## 過去の方式

### 方式の遍歴
| 期  | 棋戦種別                       | 叡王戦 番勝負          | 叡王戦 番勝負                                             | 本戦トーナメント | 本戦トーナメント | 本戦トーナメント | 本戦トーナメント | 予選トーナメント（段位別） | 予選トーナメント（段位別） | 予選トーナメント（段位別） | 予選トーナメント（段位別） | 予選トーナメント（段位別） | 予選トーナメント（段位別） | 予選トーナメント（段位別） | 予選トーナメント（段位別） | 予選トーナメント（段位別）                   | 予選トーナメント（段位別） |
| 期  | 棋戦種別                       | 対戦数                 | 持ち時間                                                  | 決勝             | 持ち 時間        | 対局 者数        | シード人数・条件 | 持ち 時間                  | 予選突破枠（人数）         | 予選突破枠（人数）         | 予選突破枠（人数）         | 予選突破枠（人数）         | 予選突破枠（人数）         | 予選突破枠（人数）         | 予選突破枠（人数）         | 出場資格                                     | 段位判定日                 |
| --- | ------------------------------ | ---------------------- | --------------------------------------------------------- | ---------------- | ---------------- | ---------------- | --- | -------------------------- | -------------------------- | -------------------------- | -------------------------- | -------------------------- | -------------------------- | -------------------------- | -------------------------- | -------------------------------------------- | -------------------------- |
| 期  | 棋戦種別                       | 対戦数                 | 持ち時間                                                  | 決勝             | 持ち 時間        | 対局 者数        | シード人数・条件 | 持ち 時間                  | 合 計                      | 九 段                      | 八 段                      | 七 段                      | 六 段                      | 五 段                      | 四 段                      | 出場資格                                     | 段位判定日                 |
| 010 | 一般棋戦                       | 三番勝負               | 5時間                                                     | -                | 1時間            | 16名             | - | 1時間                      | 16                         | 6                          | 3                          | 2                          | 2                          | 2                          | 1                          | 棋士の希望者による エントリー制              | 開催年度の 4月1日          |
| 020 | 一般棋戦                       | 三番勝負               | 5時間                                                     | -                | 1時間            | 16名             | 1名(叡王保持者) | 1時間                      | 15                         | 5                          | 3                          | 2                          | 2                          | 2                          | 1                          | 棋士の希望者による エントリー制              | 開催年度の 4月1日          |
| 3   | タイトル戦                     | 七番勝負 (事前 振り駒) | 変則持ち時間 \| ( \| 1時間 3時間 5時間 6時間(第7局) \| \| | -                | 3時間            | 16名             | 1名(叡王保持者) | 1時間                      | 15                         | 5                          | 3                          | 2                          | 2                          | 2                          | 1                          | ・全棋士 ・女流1名(四段戦) ・アマ1名(四段戦) | 開催年度の 4月1日          |
| 4   | タイトル戦                     | 七番勝負 (事前 振り駒) | 変則持ち時間 \| ( \| 1時間 3時間 5時間 6時間(第7局) \| \| | 三番 勝負        | 3時間            | 24名             | 8名(優先順上から埋まるまで) ・前期ベスト4以上(決定) ・タイトル保持者(序列順) ・全棋士参加棋戦優勝(優勝決定順) ・過去叡王戦成績上位者 | 1時間                      | 16                         | 4                          | 3                          | 3                          | 3                          | 2                          | 1                          | ・全棋士 ・女流1名(四段戦) ・アマ1名(四段戦) | 主催者による 予選抽選日    |
| 5   | タイトル戦                     | 七番勝負 (事前 振り駒) | 変則持ち時間 \| ( \| 1時間 3時間 5時間 6時間(第7局) \| \| | 三番 勝負        | 3時間            | 24名             | 8名(優先順上から埋まるまで) ・前期ベスト4以上(決定) ・タイトル保持者(序列順) ・全棋士参加棋戦優勝(優勝決定順) ・過去叡王戦成績上位者 | 1時間                      | 16                         | 4                          | 3                          | 3                          | 3                          | 2                          | 1                          | ・全棋士 ・女流1名(四段戦) ・アマ1名(四段戦) | 開催年度の 4月1日          |
| 6-  | タイトル戦                     | 五番勝負               | 4時間                                                     | 一番 勝負        | 3時間            | 16名             | 4名(前期ベスト4以上) (前期番勝負の敗者を含む)                                                                                        | 1時間                      | 12                         | 3                          | 3                          | 2                          | 2                          | 1                          | 1                          | ・全棋士                                     | 主催者による 予選抽選日    |
| (   | 1時間 3時間 5時間 6時間(第7局) |                        |                                                           |                  |                  |                  | |                            |                            |                            |                            |                            |                            |                            |                            |                                              |                            |

### 第1期 - 第2期
一般棋戦として開催された。
段位別予選
棋士の戦う棋戦としては史上初となる、現役プロ棋士のエントリー制（出場するか否かは棋士の任意）で、予選はかつての天王戦と同様に段位別に勝ち残り式トーナメントを行い本戦出場者を決める、「段位別予選」の方式を採用している。年度途中で引退が確定しエントリー資格のない棋士を除き、第1期は159名中154名、第2期は162名中158名が出場した。
各段位予選からの本戦進出枠は、「九段4名・八〜五段各2名ずつ・四段1名」の基本13枠に、タイトル保持者数を勘案して割り振った追加3枠の、計16枠。したがって年度によって各段位の本戦進出枠は変動する。第1期は「九段6名、八段3名」、第2期は第1期の優勝者（叡王）が本戦シードとなり、予選からの出場枠は「九段5名・八段3名」となった。
各段位の出場枠に応じて分けられたブロックごとに行われる、勝ち残り式トーナメントの勝者が本戦への出場権を得る。段位やブロックの順を問わず、ランダムで数日おきに消化する。ニコニコ生放送で中継される時は、1日につき2局または3局が配信される。持ち時間は各1時間（チェスクロック方式）で、切れたら1手1分未満。
本戦トーナメント
予選勝者（第2期は第1期優勝者（叡王）を含む）16枠の配置を再抽選した後、勝ち残り式トーナメントにより決勝進出者2名を決定する。準決勝までの持ち時間は各1時間（チェスクロック方式）で、切れたら1手1分未満。
決勝三番勝負
決勝進出者2名の三番勝負で優勝者を決定する。持ち時間各5時間（チェスクロック方式）で、切れたら1手1分未満。昼と夕方にそれぞれ1時間ずつの休憩を挟む。

### 第3期 - 第5期
タイトル戦昇格にともない、ルールの変更が行われた。以下、現行と違うものについて記載する。
アマチュア選手・女流棋士の参加（3 - 5期）
第3期からは他の棋戦同様全ての現役棋士に出場義務が課される。また、四段予選には主催者推薦により女流棋士1名、アマチュア選手1名へ出場権が与えられる。持ち時間は従来通り各1時間（チェスクロック方式、切れたら1手60秒未満）。
女流・アマチュア代表決定戦（5期）
第5期のみ実施。段位別予選開幕に先立ち、3月下旬に「女流代表決定戦」「アマチュア代表決定戦」を実施し、当期の四段予選から出場する女流棋士（女性奨励会員も含む）およびアマチュアをそれぞれ1名ずつ選出する。
いずれも非公式戦扱いであり、参加者は各棋界のタイトルホルダーなどから主催者により選定される。女流王座戦のアマチュア予選などとは違い、公募制ではない。定員4名による1日制トーナメント方式で争われ、優勝者1名が四段予選に出場できる。
各対局のルールは段位別予選と同様。持ち時間は1時間（チェスクロック方式）、切れたら秒読み60秒。1回戦を10時・14時より行い、決勝戦を19時より行う。どの対局もニコニコ生放送での映像配信が行われる。
第5期女流代表決定戦には女流6大タイトルホルダー全員（里見香奈女流四冠、西山朋佳女王、渡部愛女流王位）に加え、清水市代女流六段が登場。第5期アマチュア代表決定戦には直近の主要アマ大会優勝者（アマ竜王・アマ名人・アマ王将・赤旗名人）が参加した。
第3期・第4期には代表決定戦が行われず、段位別予選には女流棋界・アマチュア棋界のタイトル保持者から主催者推薦で選ばれた者が出場していた。女流は第3期が加藤桃子女王、第4期が里見香奈女流五冠。アマチュアは第3期が赤旗名人、第4期はアマ名人・朝日アマ名人の二冠保持者（いずれも抽選時点）であった。
本戦トーナメント
第3期の本戦トーナメント出場者は、段位別予選通過者15名（九段5名・八段3名・七段2名・六段2名・五段2名・四段1名）と第2期優勝者（叡王）1名の計16名であった。
叡王が本戦トーナメントより出場となったため、決勝戦は後述の七番勝負となった。また、準決勝も一番勝負で実施された。
挑戦者決定三番勝負（4 - 5期）
挑戦者決定戦が三番勝負で行われた。
七番勝負（3 - 5期）
決勝進出者2名により七番勝負で実施。「変則持ち時間制」を採用し、第6局までは手番(先手/後手)と3種類の持ち時間(1時間/3時間/5時間)から第1-2局/第3-4局/第5-6局ごとに第1局に先がけ予め決定し、第7局の持ち時間は6時間。その他はこれまでと同様のルールで実施され、勝者がタイトル戦としての叡王となった。
番勝負の開催時期
3 - 4期は翌年4 - 6月に開催。5期は新型コロナウイルス感染症の感染状況により開催が遅れ6 - 8月に開催。6期から主催者交代により日程が見直され現行の4 - 6月開催となった。

## 歴代番勝負
タイトル戦昇格後（第3期以降）における番勝負は、日本将棋連盟が示す当該期の開催年度の「次年度」の日程で実施されている。
（例：第3期<2017年度>の七番勝負は2018年4-6月<2018年度>の日程で実施）
そのため、以下の表においては「開催年度」と「番勝負実施年月」を併記している。
| 太字 | ：叡王獲得者（番勝負勝者） |

| 0◎0 | ：叡王獲得者（番勝負勝者） | 0L0 | ：挑戦権獲得者（番勝負敗者） | 0○ | ：挑戦者決定戦敗者 |

### 一般棋戦（第1-2期）
| 期 | 開催 年度 | 決勝三番勝負 | 決勝三番勝負 | 決勝三番勝負 | 決勝三番勝負 | 本戦トーナメント | 本戦トーナメント                 | 本戦トーナメント  | 本戦トーナメント | 本戦トーナメント | 本戦トーナメント | 本戦トーナメント | 注     |
| 期 | 開催 年度 | 実施年月     | 優勝者       | 勝敗         | 準優勝者     | 前叡王           | 九段戦                           | 八段戦            | 七段戦           | 六段戦           | 五段戦           | 四段戦           | 注     |
| -- | --------- | ------------ | ------------ | ------------ | ------------ | ---------------- | -------------------------------- | ----------------- | ---------------- | ---------------- | ---------------- | ---------------- | ------ |
| 1  | 2015      | 2015年 12月  | 山崎隆之     | ○○－         | 郷田真隆     | －               | 塚田泰 郷田L 三浦 先崎 高橋 森内 | 鈴木大 山崎◎ 行方 | 豊島 村山慈      | 佐々慎 宮田敦    | 阿部光 佐々勇    | 青嶋             | [ 15 ] |
| 2  | 2016      | 2016年 12月  | 佐藤天彦     | ○○－         | 千田翔太     | 山崎             | 丸山 深浦 中村修 久保 羽生       | 佐藤天◎ 広瀬 稲葉 | 豊島 小林裕      | 及川 千葉        | 千田L 佐々勇     | 佐々大           | [ 16 ] |

### タイトル戦（第3期-第5期）
| 0 ○ 5 | 0 ○ 5 | 千 ○ 3 | 0 ○ 3 | 0 － 1 | － 1 | 0 － 6 |  |

| ● 5 | ● 5 | ● 3 | ● 3 | － 1 | － 1 | － 6 |  |

| 千 ● 5 | 0 持 5 |  | 0 持 1 | 0 ○ 1 | 0 ○ 3 | ● 3 | 0 ○ 6 | 0 ● 6 | 0 ● 6 |

### タイトル戦（第6期-）
主催者変更に伴い、棋戦内容と番勝負の一部変更あり（五番勝負、持ち時間4時間）
| ● | ○ | ● | ○ | ● |

| ○ | 千 ○ | ○ | － | － |

| ○ | ● | ○ | 千 ○ | － |

### 記録
一般棋戦時代

|        | 優勝                | 決勝進出            | 本戦T進出           |
| ------ | ------------------- | ------------------- | ------------------- |
| 最年少 | 第2期 佐藤天彦 28歳 | 第2期 千田翔太 22歳 | 第1期 青嶋未来 20歳 |
| 最年長 | 第1期 山崎隆之 34歳 | 第1期 郷田真隆 44歳 | 第1期 高橋道雄 55歳 |

タイトル戦時代

|         | 叡王獲得                 | 番勝負出場                  | 本戦ベスト4以上 （在位者含む）              | 本戦進出以上 （シード/在位者含む） |
| ------- | ------------------------ | --------------------------- | ------------------------------------------- | ---------------------------------- |
| 最多    | 通算3期 - 藤井聡太       | 通算4期 - 藤井聡太          | \| 通算5期 \| \| \| \| 藤井聡太 永瀬拓矢 \| | 通算7期 - 藤井聡太                 |
| 連続    | 連続3期 - 藤井聡太       | 連続4期 - 藤井聡太          | 連続5期 - 藤井聡太                          | 連続5期 - 藤井聡太                 |
| 最年少  | 第6期 藤井聡太 19歳56日  | 第6期 藤井聡太 19歳6日      | 第6期 藤井聡太 18歳338日                    | 第3期 藤井聡太 15歳157日           |
| 最年長  | 第5期 豊島将之 30歳144日 | 第10期 斎藤慎太郎 31歳347日 | 第6期 丸山忠久 50歳290日                    | 第5期 塚田泰明 55歳10日            |
| 通算5期 |                          |                             |                                             | 藤井聡太 永瀬拓矢                  |

棋士別成績

| 棋士       | 叡王在位 | 叡王在位 | 番勝負進出 | 番勝負進出 | 挑決進出 (叡王在位含む) | 挑決進出 (叡王在位含む) | ベスト4以上 (叡王在位含む) | ベスト4以上 (叡王在位含む) | 本戦進出 (叡王在位含む) | 本戦進出 (叡王在位含む) | 本戦出場時 段位 | 本戦出場時 段位 |
| 棋士       | 通算     | 連続     | 通算       | 連続       | 通算                    | 連続                    | 通算                       | 連続                       | 通算                    | 連続                    | 最高            | 最低            |
| ---------- | -------- | -------- | ---------- | ---------- | ----------------------- | ----------------------- | -------------------------- | -------------------------- | ----------------------- | ----------------------- | --------------- | --------------- |
| 藤井聡太   | 3        | 3        | 4          | 4          | 4                       | 4                       | 5                          | 5                          | 7                       | 5                       | 九段            | 四段            |
| 伊藤匠*    | 2        | 2        | 2          | 2          | 2                       | 2                       | 2                          | 2                          | 2                       | 2                       | 七段            | 七段            |
| 永瀬拓矢   | 1        | 1        | 2          | 2          | 4                       | 2                       | 4                          | 3                          | 6                       | 3                       | 九段            | 七段            |
| 豊島将之   | 1        | 1        | 2          | 2          | 2                       | 2                       | 2                          | 2                          | 5                       | 3                       | 九段            | 八段            |
| 高見泰地   | 1        | 1        | 2          | 2          | 2                       | 2                       | 2                          | 2                          | 3                       | 3                       | 七段            | 五段            |
| 斎藤慎太郎 | 0        | 0        | 1          | 1          | 2                       | 1                       | 2                          | 1                          | 5                       | 4                       | 八段            | 七段            |
| 菅井竜也   | 0        | 0        | 1          | 1          | 2                       | 1                       | 2                          | 1                          | 3                       | 2                       | 八段            | 七段            |
| 金井恒太   | 0        | 0        | 1          | 1          | 1                       | 1                       | 1                          | 1                          | 2                       | 2                       | 六段            | 六段            |
| 出口若武   | 0        | 0        | 1          | 1          | 1                       | 1                       | 1                          | 1                          | 2                       | 2                       | 六段            | 五段            |
| 渡辺明     | 0        | 0        | 0          | 0          | 1                       | 1                       | 2                          | 2                          | 4                       | 4                       | 九段            | 九段            |
| 糸谷哲郎   | 0        | 0        | 0          | 0          | 1                       | 1                       | 2                          | 2                          | 3                       | 2                       | 八段            | 八段            |
| 服部慎一郎 | 0        | 0        | 0          | 0          | 1                       | 1                       | 1                          | 1                          | 2                       | 2                       | 五段            | 四段            |

| 氏名     | 主催者推薦 | 主催者推薦 | 主催者推薦 | 段位別予選出場 | 段位別予選出場 | 段位別予選出場 |
| 氏名     | 通算       | 連続       | 期         | 通算           | 連続           | 期             |
| -------- | ---------- | ---------- | ---------- | -------------- | -------------- | -------------- |
| 福間香奈 | 2          | 2          | 4-5        | 2              | 2              | 4-5            |
| 加藤桃子 | 1          | 1          | 3          | 1              | 1              | 3              |
| 西山朋佳 | 1          | 1          | 5          | 0              | 0              |                |
| 渡部愛   | 1          | 1          | 5          | 0              | 0              |                |
| 清水市代 | 1          | 1          | 5          | 0              | 0              |                |

| 氏名     | 主催者推薦 | 主催者推薦 | 主催者推薦 | 段位別予選出場 | 段位別予選出場 | 段位別予選出場 |
| 氏名     | 通算       | 連続       | 期         | 通算           | 連続           | 期             |
| -------- | ---------- | ---------- | ---------- | -------------- | -------------- | -------------- |
| 横山大樹 | 2          | 2          | 3-4        | 2              | 2              | 3-4            |
| 鈴木肇   | 1          | 1          | 5          | 1              | 1              | 5              |
| 桐山隆   | 1          | 1          | 5          | 0              | 0              |                |
| 森村賢平 | 1          | 1          | 5          | 0              | 0              |                |
| 小山怜央 | 1          | 1          | 5          | 0              | 0              |                |

| 期                                   | 出場合計                             | 本戦シード                           | 九段戦                               | 八段戦                               | 七段戦                               | 六段戦                               | 五段戦                               | 四段戦                               | 欠場                                 |
| 第1期-第2期 一般棋戦（エントリー制） | 第1期-第2期 一般棋戦（エントリー制） | 第1期-第2期 一般棋戦（エントリー制） | 第1期-第2期 一般棋戦（エントリー制） | 第1期-第2期 一般棋戦（エントリー制） | 第1期-第2期 一般棋戦（エントリー制） | 第1期-第2期 一般棋戦（エントリー制） | 第1期-第2期 一般棋戦（エントリー制） | 第1期-第2期 一般棋戦（エントリー制） | 第1期-第2期 一般棋戦（エントリー制） |
| ------------------------------------ | ------------------------------------ | ------------------------------------ | ------------------------------------ | ------------------------------------ | ------------------------------------ | ------------------------------------ | ------------------------------------ | ------------------------------------ | ------------------------------------ |
| 1                                    | 154                                  | 0                                    | 27                                   | 22                                   | 29                                   | 33                                   | 27                                   | 16                                   | 5                                    |
| 2                                    | 158                                  | 1                                    | 26                                   | 22                                   | 33                                   | 35                                   | 24                                   | 17                                   | 4                                    |
| 第3期以降 タイトル棋戦               |                                      |                                      |                                      |                                      |                                      |                                      |                                      |                                      |                                      |
| 3                                    | 162                                  | 1                                    | 26                                   | 26                                   | 33                                   | 33                                   | 24                                   | 19                                   | -                                    |
| 4                                    | 164                                  | 8                                    | 24                                   | 25                                   | 38                                   | 30                                   | 22                                   | 17                                   | -                                    |
| 5                                    | 166                                  | 8                                    | 25                                   | 25                                   | 38                                   | 31                                   | 20                                   | 19                                   | -                                    |
| 6                                    | 166                                  | 4                                    | 28                                   | 28                                   | 44                                   | 24                                   | 21                                   | 17                                   | -                                    |
| 7                                    | 167                                  | 4                                    | 30                                   | 25                                   | 49                                   | 24                                   | 21                                   | 14                                   | -                                    |
| 8                                    | 168                                  | 4                                    | 29                                   | 28                                   | 49                                   | 24                                   | 21                                   | 13                                   | -                                    |
| 9                                    | 169                                  | 4                                    | 29                                   | 29                                   | 45                                   | 25                                   | 23                                   | 14                                   | -                                    |
| 10                                   | 170                                  | 4                                    | 30                                   | 32                                   | 42                                   | 23                                   | 24                                   | 15                                   | -                                    |
| 11                                   | 169                                  | 4                                    | 30                                   | 29                                   | 43                                   | 28                                   | 20                                   | 15                                   | -                                    |

## エピソード
開始時刻勘違いによる不戦敗（第2期）
第2期叡王戦、2016年10月30日の久保利明九段と豊島将之七段の対局において、開始時刻である午後2時の1時間後までに対局会場の東京将棋会館に久保が現れず、久保の不戦敗が決定した。久保は謝罪のため、同日午後6時30分、別の対局の中継冒頭に登場し、「開始時刻の午後2時を午後7時と勘違いし、気付いた時には大阪の自宅にいて既に間に合わない状態であった」などの経緯を説明した。なお、久保と豊島は後日ドワンゴのイベントとしてエキシビションの対局を行い、久保が勝利を収めた。
羽生善治三冠の参戦、名人の優勝で将棋ソフトと初対決へ（第2期）
第1期への出場を見送った羽生善治三冠が第2期で初参加し、注目を浴びた。電王トーナメント優勝ソフトのPonanza開発者である山本一成はPonanzaと羽生との対局を長年待ち望んでいたが、羽生は準決勝で佐藤天彦名人に敗れた。一方佐藤はそのまま勝ちあがって優勝し、電王戦で将棋ソフトと現役タイトルホルダー、特にプロの頂点とされる名人が初めての対局を行ったが、結果はソフト (Ponanza) が2戦とも勝利し、AIの進化を広く知らしめることとなった。叡王と電王の対局は第2期をもって終了したため、ソフト側の4連勝で幕を閉じた。
大番狂わせの決勝七番勝負の顔合わせ（第3期）
第3期本戦は前述の通り第2期叡王でシードされた佐藤天彦名人と、唯一予選を勝ち上がった渡辺明竜王（進出決定当時、初戦を迎える前に竜王失冠し棋王のみに）以外のタイトル保持者がいない状況で行なわれた。決勝七番勝負は初戦で佐藤を破った金井恒太と、準々決勝で渡辺を破った高見泰地という、初手合の組み合わせとなった。両者ともタイトルに初挑戦であり、番勝負の勝者が初タイトルを手にすることとなった。タイトル戦において番勝負の両対局者が共に初のタイトル挑戦となるのは史上初であり、「両者とも勝てば初タイトル」まで条件を広げても、第1期九段戦の大山康晴対板谷四郎以来のことで、68年ぶりとなる。五段であった高見は決勝進出を果たしたことにより、「竜王・名人以外のタイトル挑戦で1つだけ昇段」の規定に準じるとして六段に昇段、叡王獲得で七段に昇段した。
バーチャルアイドル「ひふみちゃん」（第4期）
第4期叡王戦七番勝負の発表会で、タイトル戦の広報大使としてバーチャルYouTuber「ひふみちゃん」が披露され、声を担当している"中の人"（非公表だが加藤一二三と推測される）が第1局の手番を決めるための振り駒を行った。
四段の棋士がいない本戦トーナメント（第4期）
当期の四段予選を突破した棋士は、四段戦トーナメント組み合わせ発表後に五段へ昇段していた竹内雄悟だった。そのため本戦トーナメントは、初めて四段の棋士が存在しない形となった。また、四段 - 九段の棋士で、特定の段位が存在しない本戦となる事自体も、叡王戦史上初であった（第6期では、やはり組み合わせ発表後に五段へ昇段した井出隼平が四段予選を突破したため、2回目の四段が存在しない本戦になった）。
A級棋士と対戦せずにタイトル獲得（第4期）
第4期叡王となった永瀬拓矢は段位別予選・本戦・タイトル戦を通して、「A級棋士」と「叡王以外のタイトルホルダー」と対戦することなくタイトルを獲得した。これは第28期竜王戦の渡辺明以来である。
決勝、タイトル戦がストレート決着（第1期 - 第4期）
第1・2期の決勝、第3・4期の七番勝負がストレート決着した。七番勝負のタイトル戦が2期連続でストレート決着するのは、第26・27期王位戦、第45・46期王将戦、第10・11期竜王戦に続いて4度目。
この記録は、第5期第4局で永瀬拓矢叡王が勝利し、1勝1敗2引分（後述）に持ち込んだことで終止符が打たれた。
「小林ひろし七段」対決（第5期）
第5期七段予選では小林宏対小林裕士の対戦が実現。両者は初手合であった。両者ともに「小林ひろし七段」のため、呼称問題が発生した。運営では両者が関東と関西に分かれていることに着目し、宏を「東の」と、裕士を「西の」と枕をつけて呼ぶことで解決を図ろうとしたが、両者ともわかっているからとして断り、対局開始時は「小林先生」で呼ぶことになった。なお勝負は後手番の裕士の勝ち。
七番勝負が延期（第5期）
当初4月12日に開幕予定だったが新型コロナウイルスの影響で七番勝負が延期された。その後日程が調整され6月21日に開幕した。
2度の持将棋が成立（第5期）
持ち時間5時間で行われた第2局で持将棋が成立した。変則持ち時間制である叡王戦七番勝負で持将棋が成立したのは史上初めてで、タイトル戦では2014年の第55期王位戦第3局以来となった。当初、持ち時間1時間で第3局と第4局のダブルヘッダーが行われる予定であった日に第2局の持将棋指し直し局を行うと発表したが、その後第2局は持将棋の成立によって引き分け無勝負とし、第8局の開催準備を進めていると発表した。また、持ち時間1時間の第3局でも持将棋が成立した。タイトル戦で2度の持将棋成立は史上初。こちらも指し直しはせずに、予定通り夜から第4局を実施し第9局の開催が準備されることとなった。また第8局・第9局では、通常のタイトル戦であれば千日手または持将棋が成立した時、当日の再対局終了が深夜に及ぶことが予想される場合は翌日以降に持ち越しとなるところ、時間に関係なく決着がつくまで対局をやり直す特別ルールが設定された。
持ち時間史上最短（第5期）
2020年7月19日、七番勝負第3局・第4局が行われた。持ち時間1時間はタイトル戦として史上最短であり、予選（本戦3時間）より持ち時間の短いタイトル戦は史上初。また、指し直しを除きタイトル戦が1日に2局指されるのも史上初である。
七番勝負最多第9局、史上初3度目の振り駒（第5期）
2020年9月6日にはタイトル戦番勝負史上初の3度目の振り駒が行われ、2020年9月21日にはタイトル戦番勝負史上初の第9局が行われた。
四段棋士と五段棋士による挑戦者決定戦（第7期）
第7期は、タイトルホルダーの渡辺明と永瀬拓矢が段位別予選で敗退する波乱のスタートとなった。本戦トーナメントにおいても、決勝トーナメントのシードとされている前期ベスト4の棋士（豊島将之・斎藤慎太郎・丸山忠久・佐々木大地）が全員2回戦までに敗退し、さらに高段位予選通過者も続々と敗退した。その結果、ベスト4に進出した高段位者は佐藤天彦九段のみとなった。それ以外のベスト4は六段以下の関西所属の棋士（船江恒平六段、出口若武五段、服部慎一郎四段）が進出した。準決勝でも高段位者側の佐藤と船江が敗退し、出口と服部という本戦出場者16名中で最も新人の棋士二人が挑戦者決定戦に進出した。挑戦者決定戦の結果、出口六段（挑戦により昇段）が挑戦者となったが、藤井聡太叡王に棋戦史上初の防衛を許した。
絶対王者の初失冠（第9期）
第9期は、第36期竜王戦、第49期棋王戦に続き、藤井聡太叡王（八冠）対伊藤匠七段の3度目のタイトル戦番勝負となった。第1局は藤井が勝利した。しかし、第2局と第3局で伊藤が勝ち、対藤井戦の連敗を11でストップした。藤井はタイトル戦で初めて連敗を喫し、かつ、初めて先にカド番を迎えた。結果は伊藤が3勝2敗のフルセットでタイトルを奪取し、タイトル戦初挑戦から登場タイトル戦連続獲得22を継続中だった藤井叡王（八冠）が初めて失冠し七冠に後退することになった。

## その他

### ネット配信
主催がドワンゴのため、第4期まではニコニコ生放送が独占でネット配信を行っていた。メインコンテンツとなる対局のほか、段位予選組み合わせ発表会、本戦トーナメント抽選会、番勝負開催地発表会および振り駒式、番勝負前夜祭（第3期のみ）、そして叡王就位式の配信が行われている。
その対局の配信であるが、予選は八段以下の一部と九段予選の全局、本戦以降は全局が生中継対象となる。また、日本将棋連盟公式の棋譜中継アプリでも配信されている（生中継の対象とならなかった対局でも配信されることがある）。対局においては、上座・下座の別は叡王が登場する七番勝負を除く生中継の対象対局では存在せず、先手番が配信画面の右側、後手番が左側に着座する。これは、同じく上座・下座の別がないNHK杯テレビ将棋トーナメントとは反対の配置である。
2018年8月からは、生中継が行われなかった対局の中から数局をピックアップ解説したり、または本戦の振り返り解説をするといった内容の「叡王戦パラダイス」も月1回配信される。MCは観戦記者の内田晶・君島俊介。第3期叡王戦の終了後には、スポンサーであるキリンビバレッジの主催で「茶王戦」と称した記念対局が第3期叡王の高見泰地と谷川浩司によって指され、対局中および対局後に、茶道遠州流の師範・貫庵大柴宗徹による点前が行われた。
第5期からはABEMA 将棋チャンネルでも配信が行われる。第5期はニコ生で解説・評価値付き中継、ABEMAで解説なし中継を配信するといった棲み分けが行われたが、ドワンゴの撤退により第6期以降はABEMAのみの配信となっている。これに伴い第6期では、予選の一部および本戦の対局がABEMAの本拠地であるChateau Amebaにて行われている。

### 駒
通常のプロ（棋士・女流棋士）公式戦では通常の盛上駒が使用されている。しかし、初期の叡王戦では、動画配信の対象となる対局については、段位別予選から番勝負に至るほぼ全ての対局で一字の彫埋駒が使用されているのが特徴だった。一字駒は文字が大きく見やすいのと、彫埋駒はライトの照明による反射が少なく、盤面の撮影に最適であるため、テレビ棋戦（2018年現在は、NHK杯・銀河戦・女流王将戦の3棋戦）では古くから使用されているが、それ以外のプロ公式戦で一字駒が使用されるのは叡王戦が初の事例である。

### 棋譜
棋譜の配信は、公式サイトにて段位別予選・本戦・番勝負の全局で行われている。
棋譜表示にFlashではなく、HTML5が採用された初のタイトル戦である。このため、※ Internet Explorer10以下のブラウザをご利用の方は、ご覧になることができません。と記されている。ただし、叡王戦中継サイト (決勝七番勝負)では2018年時点でFlashが用いられていた。

### 見届け人（第4期以降）
第4期より実施している制度で、五番勝負と本戦トーナメントの各対局で実施している。各対局1名で複数名の応募があった場合には抽選となる。料金は五番勝負が250万円（税込）、本戦トーナメントで30 - 50万円（税込）。特典は、対局開始時や終了後の立会い、棋士・女流棋士による解説・指導、将棋めしの選択、対局者の直筆色紙のプレゼントがある。五番勝負では、他に対局会場や近隣ホテルにおける宿泊（2泊）、前日検分、対局で使用された駒のプレゼントなどが用意される。

### 「ペコちゃんお菓子BOX」（第6期以降）
第6期から主催者が不二家へ変更されたことにより、対局場に不二家の菓子商品がおやつとして提供されることになった。ペコちゃんの意匠が描かれた叡王戦専用の箱「ペコちゃんお菓子BOX」が対局者の傍らに用意されている様子が対局中継などで紹介されている。提供菓子商品は対局ごとに複数用意され、持ち帰りもできる。「ペコちゃんお菓子BOX」のデザインは期ごとに異なり、箱は使い回しのための持ち帰りできない。五番勝負では「ペコちゃんお菓子BOX」の菓子商品のほかにも、午前と午後のおやつに不二家のケーキやお菓子が提供される。